# 巴洛里亚拉武埃纳
巴洛里亚拉武埃纳，是西班牙卡斯蒂利亚-莱昂巴利亚多利德省的一个市镇。总面积43平方公里，总人口630人（2001年），人口密度15人/平方公里。